# Leonardo Barré
Leonardo Barré (Barrae, Barret, Barri) (* um 1510 in Limoges; † in Rom (?) nach 1555) war ein französischer Sänger, Kapellmeister und Komponist.
Als Schüler von Adrian Willaert in Venedig war es für ihn nicht schwer, in Rom eine Anstellung zu finden und so nahm ihn 1537 die päpstliche Kapelle als Sänger auf. 1555 verlor er diese Anstellung und wurde Kapellmeister in San Lorenzo. Es wird vermutet, dass er bis zu seinem Ableben in Rom verblieb.
In seinen Werken ist der Einfluss Willaerts unverkennbar: erhalten sind von ihm sechs Motetten und neun Madrigale.